# Valère Maxime
Pour les articles homonymes, voir Valerius Maximus.
Valerius Maximus (francisé en Valère Maxime) est un historien et moraliste romain du Ier siècle apr. J.-C., contemporain de l'empereur romain Tibère.

## Biographie
Sa vie est très peu connue. Valère Maxime n'est probablement pas issu de la gens patricienne des Valerii, mais plus probablement de la bourgeoisie italienne, ses ancêtres ayant reçu la citoyenneté romaine par un membre des Valerii. Il sert en Asie sous Sextus Pompeius, consul en 14, puis est admis à la cour de l'empereur Tibère. Il rédige entre 24 et 31 son ouvrage Les Faits et dits mémorables (en latin : Facta et dicta memorabilia).

## Les Faits et dits mémorables (Facta et dicta memorabilia)
Valère Maxime compose, entre 24 et 31, les Faits et dits mémorables, parfois intitulés Faits et paroles mémorables, un recueil d'anecdotes destinées à nourrir la réflexion et le discours des orateurs et des philosophes. Il a notamment puisé les exemples romains des guerres civiles dans le répertoire d'une littérature aujourd'hui disparue, celle des récits de la proscription, ce qui rend ses écrits précieux. Son point de vue sur la guerre civile est néanmoins nuancé, et moral : cela peut s'expliquer d'une part par le patronage d'un descendant de Pompée et la pression qui pouvait s'exercer sur les historiens par Tibère (dont le sujet sur les guerres civiles, encore délicat à aborder) et, d'autre part, par l'exemple contemporain de Aulus Cremutius Cordus qui, pour avoir loué Brutus et Cassius, les assassins de César, se vit ordonner le suicide en 25.
L'ouvrage est composé de neuf livres, abordant successivement la religion (respect, mépris, mensonge, religions étrangères, auspices, présages, prodiges, songes, miracles), les règles de la société (mariage, magistrats, armée, spectacle, frugalité, coutumes étrangères, discipline militaire, triomphe, censure, majesté), le « caractère » romain (livre III, le naturel, la bravoure, la résignation, les inconnus qui se sont illustrés, les illustres qui ont sali leur nom, la confiance en soi, la constance ; livre IV, la modération, la réconciliation, le désintéressement, la pauvreté, la modestie, l'amour conjugal, l'amitié, la libéralité ; livre V, la clémence, la reconnaissance…).

## Héritage

### Littérature
L'œuvre de Valère Maxime est reprise de nombreuses fois dans l'Antiquité tardive ainsi que dans le haut Moyen Âge, sous la forme de citations et, en particulier, sous la forme d'abrégés. Deux écrivains surtout sont notables, Julius Paris et Januarius Nepotianus : entre le IVe et le VIe siècles, tous deux reprennent les Facta et dicta memorabilia sous forme d’épitomé. L'œuvre de Paris reprend l'ensemble de l'œuvre de Valère Maxime, tandis que celle de Nepotianus s'arrête au milieu du troisième livre.
Guillaume de Machaut le mentionne dans le Voir Dit (XIVe siècle), en particulier à propos de l'histoire de Sémiramis.
Jean-Jacques Rousseau mentionne Valère Maxime en 1762 dans Émile ou De l'éducation.
Au XIXe siècle, les éditions de C. Halm (1865) et C. Kempf (1888) incluent pour la première fois ces épitomés aux côtés de l'œuvre de Valère Maxime. Plus récemment, de nouvelles éditions ont paru : celle de R. Combès (1995-) avec une traduction en français, celle de John Briscoe (1998) et celle de D.R. Shackleton Baily (2000) avec une traduction en anglais.
Plusieurs études ont été publiées sur son œuvre : W. Martin Bloomer, Valerius Maximus and the Rhetoric of the New Nobility (Chapel Hill, 1992), Clive Skidmore, Practical Ethics for Roman Gentlemen: the Work of Valerius Maximus (Exeter, 1996) et Hans-Friedrich Mueller, Roman Religion in Valerius Maximus (Londres, 2002).

### Arts plastiques
Un des faits mémorables relatés par Valère Maxime, mais aussi par d'autres auteurs de l'Antiquité, est devenu un thème récurrent de l'art occidental. La Charité romaine raconte l'histoire de Pero, dont le père Cimon est condamné à mourir de faim, et qui lui donne quotidiennement le sein pour le maintenir en vie. Elle a entre autres inspiré les tableaux du Caravage, de Rubens, de Greuze, ainsi que des fresques de Pompéi, des gravures, des statues…

### Manuscrit
- Manuscrit enluminé La Haye 8, KB, 66 B 13 : Valerius Maximus, Des faits et dits mémorables, traduit du latin par Simon de Hesdin et Nicholas de Gonesse, vers 1470 [voir en ligne]

### Éditions et traductions
- Valerii Maximi dictorum factorumque memorabilium libri IX […] repurgati, atque in meliorem ordinem restituti per Stephanum Pighium Campensem, Antverpiae (Anvers), 1567 (1600). Première édition plantinienne de Valère Maxime.
- Valerius Maximus, Memorable Doings and Sayings, éd. et trad. ang. D. R. Shackleton Bailey, Cambridge et London, Harvard University Press (Loeb Classical Library, 492-493), 2000, 2 t.
- Valère Maxime, Faits et dits mémorables, éd. et trad. fr. Robert Combès Robert Combès, Paris, Les Belles Lettres (Collection des universités de France),
  - t. I : livres I-III, 1995, 544 p.
  - t. II : livres IV-VI, 1997, X-475 p.
- Œuvres complètes de Valère Maxime, trad. C. A. F. Frémion, Garnier, 1864, 2 t., rééd. Hachette
- Valère Maxime, Actions et paroles mémorables, trad. et notes Pierre Constant, 1935.

### Études
- Cl. Bosch, Die Quellen des Valerius Maximus, Stuttgart, 1929.